# Лиманська міська рада

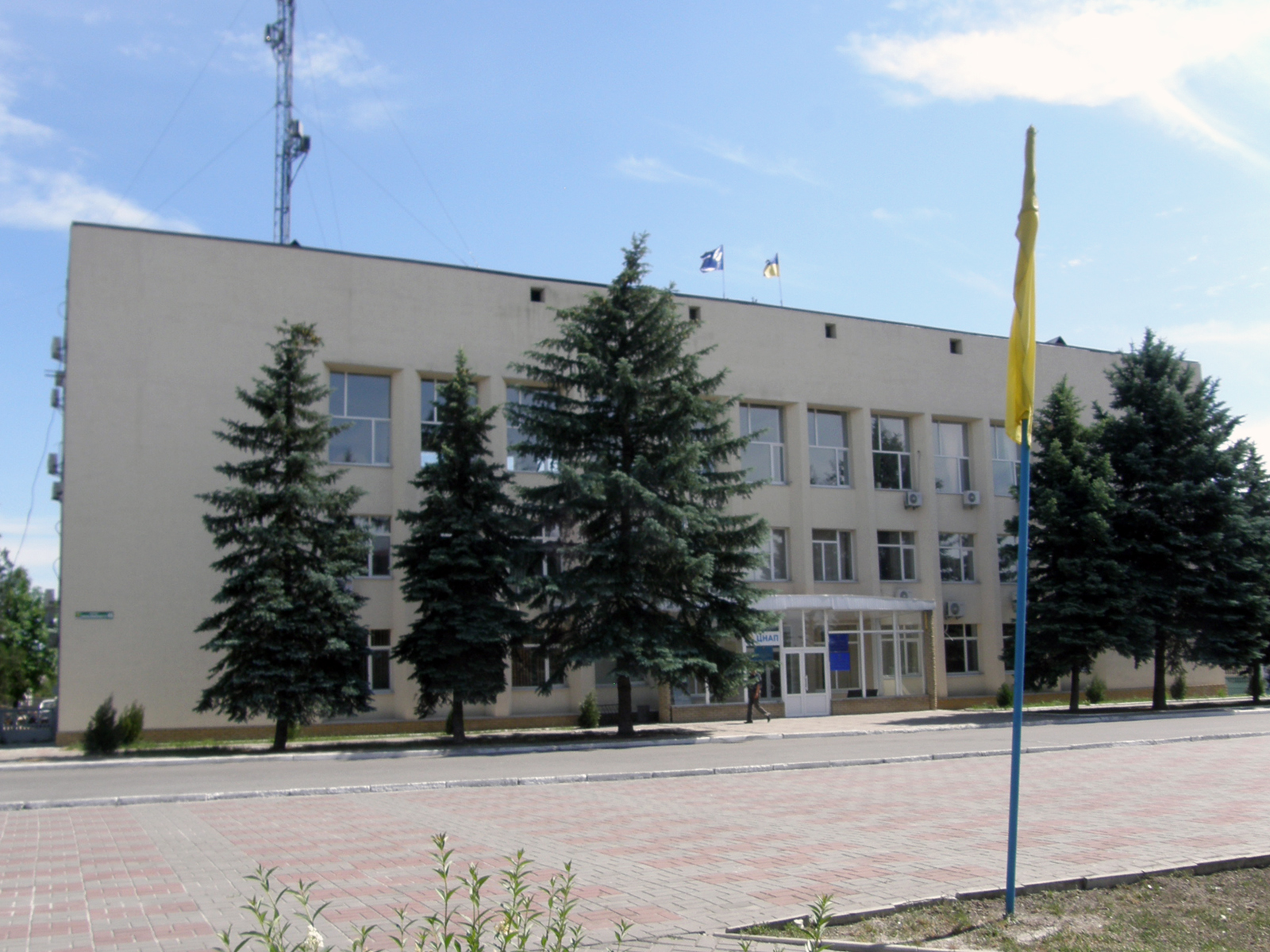
будівля Лиманської міськради

Лима́нська міська́ ра́да — орган місцевого самоврядування Лиманської міської громади і Лиманського району Донецької області.

## Склад ради
Рада складається з 34 депутатів
- Голова ради: Цимідан Петро Федорович
- Секретар ради: Каракуц Тетяна Юріївна